# Hilgermissen
Hilgermissen
er en kommune med knap 2150 indbyggere (2012), beliggende i den nordlige del af Landkreis Nienburg/Weser, i den tyske delstat Niedersachsen.

## Geografi
Hilgermissen er den nordligste kommune i Samtgemeinde Grafschaft Hoya. Den idylliske sø Alveser See ligger mellem landsbyerne Eitzendorf og Magelsen, og er en tidligere flodarm af Weser; Denne danner kommunegrænsen mod øst, og en del af grænsen mod syd.

### Inddeling
I kommunen ligger landsbyerne:
- Eitzendorf
- Heesen
- Hilgermissen
- Magelsen
- Mehringen
- Ubbendorf
- Wechold
- Wienbergen